# Ringvejen (Rudkøbing)
 For alternative betydninger, se Ringvejen. (Se også artikler, som begynder med Ringvejen)
Ringvejen  er en to sporet ringvej der går igennem Rudkøbing. 
Vejen er med til at lede trafikken øst om Rudkøbing Centrum, så byen ikke bliver belastet af for meget gennemkørende trafik.
Vejen forbinder Brovejen i nord med Humblevej i syd, og har forbindelse til Havnegade som går ned til Rudkøbing Færgehavn, hvor der er færge til Strynø, 
Derefter passere den Nørrebro, Bryggervej, Toftevej, Spodsbjergvej, Skovbakken og Humblevej hvor der er forbindelse til Omfartsvejen som ligger i det østlige Rudkøbing.